# Šoštanj
Šoštanj là một khu tự quản (tiếng Slovenia: občine, số ít – občina) trong vùng Savinjska của Slovenia. Šoštanj có diện tích 95.6 km2, dân số là theo điều tra ngày 31 tháng 3 năm 2002 là 8254 người. Thủ phủ khu tự quản Šoštanj đóng tại Šoštanj.